# Kitahiroshima (Hokkaido)

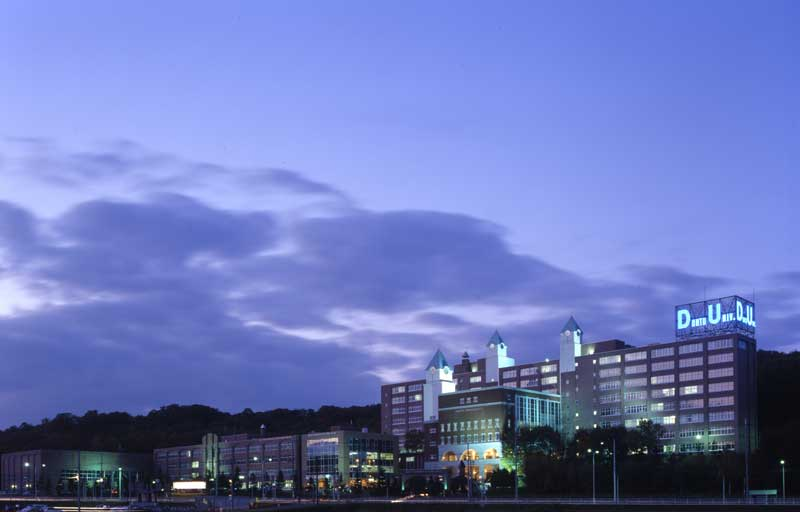
Uniwersytet Dōto

Kitahiroshima (jap. 北広島市 Kitahiroshima-shi) – miasto w Japonii, w prefekturze Hokkaido, w podprefekturze Ishikari. Miasto ma powierzchnię 119,05 km². W 2020 r. mieszkało w nim 58 171 osób, w 24 548 gospodarstwach domowych  (w 2010 r. 60 353 osoby, w 22 941 gospodarstwach domowych) .
Miasto powstało 1 września 1996.